# Eilsdorf (Huy)
Eilsdorf ist ein Ortsteil der gleichnamigen Ortschaft der Einheitsgemeinde Huy im Landkreis Harz in Sachsen-Anhalt, (Deutschland).

## Geografie
Der Ort liegt im nördlichen Harzvorland etwa 12 km nördlich von Halberstadt und 50 km westlich von Magdeburg in einer weiten, nach Osten flach abfallenden Senke ohne auffallende natürliche Erhebungen, umgeben von teilweise ertragreichen Ackerböden.
Zur Gemeinde Eilsdorf gehörte einst der Wohnplatz Wockenstedt, der etwa 1 km westlich des Ortes liegt.
Am südlichen Ortsrand befindet sich der Blockshorenberg, ein künstlich aufgeschütteter Hügel, vermutlich eine heidnische Gerichtsstätte. Auf diesem Berg stehen zwei alte Bäume: eine Linde und eine Eiche. Sie finden sich stilisiert im Wappen von Eilsdorf.

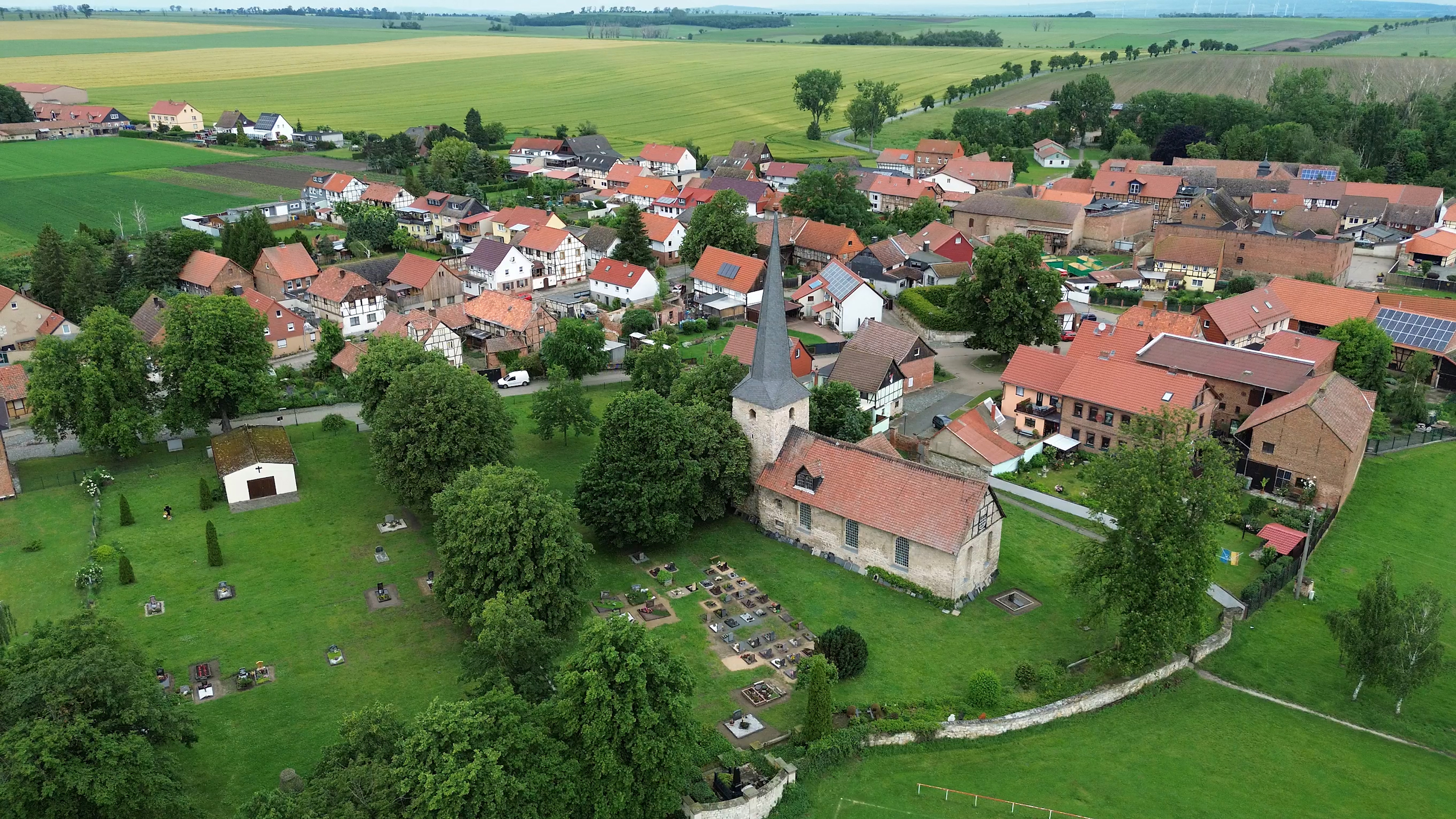
Luftaufnahme von Eilsdorf mit Dorfkirche

## Geschichte
Die vorgeschichtliche Besiedelung des Eilsdorfer Gebietes ist durch Haus- und Gesichtsurnen belegt, die bei Ackerarbeiten 1893 südöstlich des Dorfes am Feldweg nach Eilenstedt gefunden und bis Ende 1894 ausgegraben wurden. Diese Urnen stammen aus der Zeit um 800 bis 500 v. Chr.
In einem Gründungsbrief des nahen Klosters Huysburg aus dem Jahre 1084 wird der Name „Achadelsdorp“ genannt; das Jahr gilt als erste Nennung von Eilsdorf. 1984 wurde demzufolge mit einem großen Festumzug das 900-jährige Bestehen gefeiert. Jedoch findet sich der Name „Eilikestorp“ im Zusammenhang mit dem Grafengeschlecht Otto und Adelinde von Eilikestorp schon 44 Jahre früher, nämlich 1040. In einer anderen Urkunde des Halberstädter Bischofs Volrad von Kranichfeld ist von „Eilwardestorp“ als Dependenz von Schloss und Stadt Wegeleben zu lesen.
Bis zum Jahre 1225 stand das Dorf unter der Herrschaft der Grafen von Regenstein und wurde anschließend an den Halberstädter Bischof verkauft. Danach wechselten die Besitzverhältnisse häufig. 1367 fand in der Gegend um Eilsdorf der Raubkrieg gegen den Bischof von Hildesheim, Gerhard von Berg, statt. 1400 stand in dem Dorf neben der bereits bestehenden Kirche eine Kapelle, die der heiligen Katharina gewidmet war. Zwischen 1564 und 1569 wurde sie verwüstet. Dem Kloster Michaelstein gehörte 1499 der größte Grundbesitz der Gegend. Es gab zu dieser Zeit im Dorf sechs Bauernhöfe, eine Wiese und vier Häuser sowie eine Schänke. Der Bauernkrieg erreichte Eilsdorf im Jahre 1525 und verschonte es nicht.
1565 traten die ersten Fälle der Pest auf; zuletzt ist von Infektionen im Jahre 1636 zu lesen. Um 1600 wurde erstmals ein Steinbruch genannt, der sich knapp 1 km nördlich des Dorfes befand. Hier baute man über viele Jahrhunderte Stein ab und verarbeitete ihn zu Steinplatten weiter. Die Hofkirche in Dresden ist unter anderem mit Steinplatten aus dem Eilsdorfer Steinbruch ausgelegt.
1684 entstand das Pfarrhaus. Der auf diesem Grundstück 1771 errichtete Taubenturm wurde 1960 abgerissen. 1785 weihte die Gemeinde südlich angrenzend an die Kirche „Sant Viti“ den neuen Friedhof ein. Eilsdorf hatte zu diesem Zeitpunkt 312 Einwohner. 1852 begann der Bau der Stadtchaussee nach Halberstadt mit Kalksteinen, 1854 war die Straße fertig. Im Jahre 1889 gab es ein großes Hochwasser; das Wasser stand bis zu 1,20 m im Dorf.
1900 hatte Eilsdorf 695 Einwohner, zahlreiche Handwerks- und Gewerbebetriebe, darunter zwei Bockwindmühlen. Einige Ländereien des Dorfes (etwa 58 ha) waren Anfang des 20. Jahrhunderts an die Saatzuchtwirtschaft Fr. Strube in Schlanstedt verpachtet.
Am 1. April 2002 bildete die Gemeinde Eilsdorf zusammen mit den zehn anderen Gemeinden der aufgelösten Verwaltungsgemeinschaft Huy die neue Gemeinde Huy.

## Politik

### Ortschaftsrat
Als Ortschaft der Einheitsgemeinde Huy übernimmt ein so genannter Ortschaftsrat die Wahrnehmung der speziellen Interessen des Ortes innerhalb bzw. gegenüber den Gemeindegremien. Er wird aus fünf Mitgliedern gebildet.

### Bürgermeister
Als weiteres ortsgebundenes Organ fungiert der Ortsbürgermeister, dieses Amt wird zurzeit von Klaus Moetefindt wahrgenommen.

### Wappen
| | Blasonierung: „Gespalten von Silber und Grün, im Schildfuß ein Dreiberg in verwechselten Farben, darauf vorn eine bewurzelte grüne Linde, hinten eine bewurzelte silberne Eiche.“ |
| Wappenbegründung: Die Farben des Ortes sind Grün - Weiß (Silber). Der Dreiberg symbolisiert das Wahrzeichen des Dorfes, den am Ortsrand gelegenen „Bockshorenberg“ laut Urkundenbeleg im 14. Jahrhundert ein als „Stuhl zu Eilsdorf“ bezeichnetes Grafenthing. Auf ihm wachsen zwei alte Bäume, eine Linde und eine Eiche, die heraldisch gestaltet, durch die Wappenspaltung in ihren verwechselten Farben noch das Besondere dieser Gemeindespezifik hervorheben. Die Farbe Grün als Symbol von Hoffnung und Gesundheit, ländlicher Charakter des Ortes. Silber als Symbol für Gerichtsstätte: Weisheit und Unschuld. Das Wappen wurde von der Heraldikerin Erika Fiedler aus Magdeburg gestaltet und am 15. September 1995 durch das Regierungspräsidium Magdeburg genehmigt. | |

### Flagge
Die Flagge ist grün - weiß (1:1) gestreift mit dem aufgelegten Ortswappen.

## Schule
Seit 1540 gab es in Eilsdorf eine Schule. 1886 entstand aufgrund der gewachsenen Schülerzahl ein neues Schulgebäude, das 1972 geschlossen wurde. Die Schüler fahren seitdem in den Nachbarort Schlanstedt.
Die Schule stand inmitten des Dorfes.